# Ewelina Staszulonek
Ewelina Staszulonek (née le 17 février 1985 à Jarosław) est une lugeuse polonaise active en équipe nationale entre 2003 et 2011. Participante à deux éditions des Jeux olympiques, elle s'est classée quinzième en 2006 et huitième en 2010, son meilleur résultat en grand championnat. Son meilleur classement général en Coupe du monde est une neuvième place en 2008-2009.